# Таємний код: Рубікон. Частина 2
«Таємний код: Рубікон. Частина 2» — восьмий студійний альбом гурту «Бумбокс», випущений 13 грудня 2019 року. Це друга частина концептуальної платівки, що складатиметься з декількох релізів.
Коментуючи назву альбому, Андрій Хливнюк сказав: «Це мій особистий рубікон, і там заховано таємний код, важливий для тих людей, які цей альбом написали й записали … В принципі, зроби або помри — можна назвати платівку».

## Композиції
| #     | Назва                           | Автор музики | Тривалість |
| ----- | ------------------------------- | ------------ | ---------- |
| 1.    | «Малюнки на стінах»             | О. Аджикаєв  | 4:41       |
| 2.    | «Твій номер»                    | О. Аджикаєв  | 4:03       |
| 3.    | «Рубікон»                       | О. Аджикаєв  | 4:39       |
| 4.    | «Впало небо»                    |              | 7:28       |
| 5.    | «Плющ»                          | О. Аджикаєв  | 3:26       |
| 6.    | «Abrásame»                      |              | 4:01       |
| 7.    | «Твій номер (Acoustic Version)» | О. Аджикаєв  | 3:27       |
| 31:41 |                                 |              |            |